# Colossendeis scoresbii
Colossendeis scoresbii är en havsspindelart som beskrevs av Gordon, I. 1932. Colossendeis scoresbii ingår i släktet Colossendeis och familjen Colossendeidae. Inga underarter finns listade i Catalogue of Life.